# Dorothea Rockburne
Dorothea Rockburne, née le 18 octobre 1929 à Verdun au Québec, est une artiste peintre canadienne de l'art abstrait, vivant aux États-Unis et qui met en relation l'art et les mathématiques avec des installations grand format qui interrogent la perception et les relations à l'espace.

## Biographie
Dorothy Grace Muriel Rockburne est née à Verdun le 18 octobre 1929. Elle est la fille d'Arthur Rockburne, d'ascendance amérindienne et française, et de Dorothy Power, une cuisinière galloise. Elle grandit dans le quartier Côte-des-Neiges.
À l'âge de dix ans elle suit le samedi des cours d'art à l'École des beaux-arts de Montréal où des professeurs comme Paul-Émile Borduas et Jean-Paul Riopelle exerceront une grande influence sur elle. Plus tard lorsqu'elle suit des cours au Montreal Museum School, Arthur Lismer alors directeur de l'établissement, voyant son don, lui propose d'aller étudier au Black Mountain College en Caroline du Nord, une université américaine renommée même si elle n'a existé que quelques années. Elle y fit la connaissance de Merce Cunningham et de John Cage. Elle rencontra aussi Max Dehn, un mathématicien juif qui avait fui l'Allemagne nazie et qui s'intéressait à la topologie et à l'astronomie. Il lui fera lire des livres et aura une très grande influence sur sa future carrière.
Résidant à New York en 1955, Rockburne vit de petits boulots tout en continuant à peindre. Puis en 1960 elle arrête la peinture et se tourne vers la danse où elle se joint à une troupe de danse post-moderne, la Judson Dance Theater. C'est en 1965 qu'elle trouve sa voie : elle va alors appliquer les mathématiques et les équations à son travail artistique.
Au cours de sa carrière de peintre elle fit la rencontre de plusieurs artistes influents de son époque, notamment Andy Warhol.